# Manifest Debian
El Manifest Debian és una declaració d'intencions del projecte Debian, escrit pel seu fundador, el gener de 1994, amb el mateix esperit del "Manifest GNU" de Richard Stallman, escrit una dècada abans. El text va ser revisat el juny d'aquell mateix any.

## Orígens projecte Debian
Ian Murdock, programador d'Unix llicenciat en informàtica per la universitat de Purdue el 1996, va fundar el projecte Debian en 1993.
Usuari i desenvolupador de Linux des dels primers dies, ha estat involucrat en multitud de projectes de Linux, de Codi Obert i organitzacions de programari lliure. Va ser el director fundador de Linux International (1993-1995), Software in the Public Interest (1997-1998) i de l'Open Source Initiative (1998-2001) i ha col·laborat amb la FSF i diferents universitats dels Estats Units.
La filosofia i organització del projecte es troben expressades en tres documents essencials: el Manifest Debian, el Contracte Social de Debian (una espècie d'estatuts del projecte, conté també les Debian Free Programari Guidelines DFSG) i la Constitució de Debian (el document que regula la presa de decisions dintre de l'organització)
Tenint en compte que les primeres versions (encara inestables) de Linux daten de 1991, és una de les més veteranes distribucions de GNU/Linux.
Debian sorgeix intentant cobrir una necessitat: crear una distribució GNU/Linux de qualitat orientada a les necessitats dels usuaris (no a les del distribuïdor), que segons Ian no existia en aquell moment (ni tan sols el terme distribució era tan conegut com ho és avui dia). Cal tenir en compte que s'han escolat molts anys des de llavors en un món tan canviant com és la informàtica i que, per aquell temps, les distribucions de GNU/Linux no estaven tan esteses com ho estan avui.

## Intencions del manifest
El Manifest Debian insisteix que la distribució ha de ser desenvolupada per una organització sense ànim de lucre en la qual els possibles marges econòmics de guanys (per exemple, per distribuir Debian en mitjans físics, com Cd-Roms) siguin reinvertits a millorar la qualitat del programari. A part de motius ètics, s'assenyala que al fer-lo d'aquesta manera s'assegura la qualitat, ja que s'eliminen del desenvolupament de la distribució factors econòmics i de mercat que podrien comprometre-la (com per exemple, que els terminis d'alliberament de versions imposats pel mercat obliguin a llançar una versió de la distribució que no està prou provada i, per tant, pugui contenir errors.